# Culicoides sylvarum
Culicoides sylvarum är en tvåvingeart som beskrevs av Callot och Kremer 1961. Culicoides sylvarum ingår i släktet Culicoides och familjen svidknott. Inga underarter finns listade i Catalogue of Life.